# Septoria galeopsidis
Septoria galeopsidis är en svampart som beskrevs av Westend. 1857. Septoria galeopsidis ingår i släktet Septoria och familjen Mycosphaerellaceae.   Inga underarter finns listade i Catalogue of Life.